# Serie 299 de Renfe
La serie 299 de Renfe ha sido probablemente la serie más efímera de Renfe, fue una renumeración realizada a principios del año 2004, de 3 locomotoras de la serie 269 de Renfe que fueron vueltas a renumerar a la serie 269 como subserie 269.950 meses más tarde. Las características son similares a la serie 269, con la única diferencia de que los bogies están modificados y la velocidad máxima de esta serie es de 100 km/h. Las 3 locomotoras que formaron esta serie provenían de la subserie 269.200.